# For You (Bruce-Springsteen-Lied)
For You ist ein von Bruce Springsteen geschriebenes und komponiertes Lied, das 1972 produziert und 1973 auf seinem Debüt-Album Greetings from Asbury Park, N.J. veröffentlicht wurde. Außerdem befindet sich der Song auf dem Compilation-Album The Essential Bruce Springsteen. Das Lied wurde u. a. von Manfred Mann’s Earth Band, The Format und Greg Kihn gecovert.

## Musik und Text
For You wurde in den 914 Sound Studios in Blauvelt am 27. Juni 1972 aufgenommen, am selben Tag, als der Rest des Albums mit Ausnahme von Blinded by the Light und Spirit in the Night aufgenommen wurde. Mitwirkende Musiker, außer der zukünftigen E Street Band, waren David Sancious, Garry Tallent und Vini Lopez. Es ist ein sich zuspitzendes, taktgetriebenes Lied. Im Gegensatz zu vielen anderen Liedern dieses Albums erhält dieser Song die Zeit, Tempo und Spannung aufzubauen.
Es geht im Text um eine Frau, die Selbstmord begehen will. Sie braucht den Druck (urgency) (des Sängers) nicht, weil ihr Leben ein andauernder Notfall ist (one long emergency), und wie Springsteen im Refrain weiter singt: „Deine Wolkenlinie setzt mir zu, und meine Spannung strömt frei“ (and your cloud line urges me, and my electric surges free). Der Sänger ist verpflichtet, alles zu tun, um sie zu retten, und bewundert sie für ihre Kraft, durchzuhalten. Dennoch ist der Text immer wieder bildlich und ungenau und es kann kaum etwas genau beschrieben werden.
In vielen Live-Konzerten, einschließlich des von den Kritikern gelobten Hammersmith Odeon London ’75, änderte Bruce den Song in eine mitfühlende Klavierballade ohne musikalische Begleitung um.

## Coverversionen

### Manfred Mann’s Earth Band Version
Genauso wie Blinded By The Light (auf The Roaring Silence) und Spirits in the Night (auf Nightingales & Bombers) wurde dieses Lied von Manfred Mann’s Earth Band für deren 1980er Album Chance gecovert. Genauso wie bei den vorherigen Coverversionen von Bruce Springsteen spielte Manfred Mann’s Earth Band bei For You einen druckvolleren und rockigeren Sound. Die Version der Earth Band beginnt moderat bis zu einer Klangexplosion in der Bridge und umfasst fünf Gitarren und ein Keyboardsolo von Manfred Mann (drei Viertel des Liedes, beginnend mit Intro). Dieser Song befindet sich auch auf dem Compilation-Album The Best of Manfred Mann’s Earth Band and Blinded by the Light & Other Hits. Allerdings hat diese Single-Auskoppelung nicht den Erfolg anderer Springsteen-Cover erreicht.

### Greg Kihns Version
Dieses Lied wurde auch von Greg Kihn auf seinem 1977 erschienenen Album Greg Kihn Again gecovert. Kihns Cover erhielt positive Kommentare von Springsteen. Diese Version war auch auf dem Compilation-Album Best of Kihn.

### Andere Coverversionen
Dieser Song wurde auch von The Format für das Springsteen-Tribute-Album Light of Day gecovert. Auch befindet sich diese Version auf deren B-Sides & Rarities Album.
2005 produzierten The Disco Boys eine Dance-Version des Liedes, wobei sie die Cover-Version von Manfred Mann’s Earth Band gesampelt haben.